# Редьківська волость
Редьківська волость — історична адміністративно-територіальна одиниця Чернігівського повіту Чернігівської губернії з центром у селі Редьківка.
Станом на 1885 рік складалася з 19 поселень, 19 сільських громад. Населення — 3878 осіб (1979 чоловічої статі та 1899 — жіночої), 2205 дворових господарств.
|                     | Площа, десятин | У тому числі орної, дес. |
| ------------------- | -------------- | ------------------------ |
| Сільських громад    | 4331           | 3459                     |
| Приватної власності | 14739          | 2812                     |
| Іншої власності     | 73             | 34                       |
| Загалом             | 19143          | 6305                     |

Основні поселення волості:
- Редьківка — колишнє власницьке село при річці Береза за 55 верст від повітового міста, 270 осіб, 52 двори, православна церква, постоялий будинок. За 15 верст — водяний млин, винокурний завод.
- Іванівка (Комарівка) — колишня власницька слобода при річці Борзна, 123 особи, 25 осіб, постоялий будинок, водяний млин, крупорушка, винокурний завод.
- Неданчичі — колишнє державне та власницьке село при річці Борзна, 909 осіб, 169 дворів, православна церква, постоялий будинок, 12 вітряних млинів.

1899 року у волості налічувалось 12 сільських громад, населення зросло до 6884 особи (3452 чоловічої статі та 3432 — жіночої).